# Renzo Morigi
Renzo Morigi, né le 28 février 1895 à Ravenne et mort le 13 avril 1962 à Bologne, est un tireur sportif italien. Il remporte, lors des Jeux olympiques de 1932 à Los Angeles, la médaille d'or en pistolet à 25 mètres tir rapide en devançant l'Allemand Heinz Hax et son compatriote Domenico Matteucci.

## Biographie
Après avoir servi dans l'armée italienne lors de la Première Guerre mondiale, Renzo Morigi intègre le parti national fasciste en 1921.